# بوب بانكس
بوب بانكس (بالإنجليزية: Bobby Banks)‏ هو لاعب دوري الرغبي أسترالي، ولد في 1930 في توموت في أستراليا.